# Кругер, Фаня
Фаня Кругер (в девичестве — Фельдман; англ. Fania Kruger; 8 марта 1893, Севастополь, Таврическая губерния — 16 июля 1977, Остин) — американская поэтесса. Писала на английском языке.

## Биография
Родилась 8 марта 1893 года в Севастополе в семье Хаима Фельдмана и Сары Шульман По одним данным её отец служил раввином, а по другим — шойхетом (резник в иудейской общине). Росла в семье из пятерых детей со строгим соблюдением иудейских традиций.
В детстве были свидетельницей убийства, которое совершили солдаты Российской армии, а впоследствии видела как избили его отца. Фанни училась в Севастопольской женской казённой гимназии на улице Соборной, куда смогла поступить с третьей попытки, преодолев дискриминационную норму в виде «процентной нормы», ограничивающую евреев.
Во время революции 1905—1907 годов вместе с сестрой Ривой поддерживала восставших. После окончания событий семья опасаясь за свою безопасность и решила эмигрировала в США. Фельдманы осели Форт-Уэрте, штат Техас. Фанни получила образование в университетах Колорадо и Техаса. Освоила английский язык. Изучала русский язык в Университете Брандейса и в колледже Миддлбери с целью стать переводчиком при Организации Объединённых Наций. Занималась преподавательской деятельностью.
Вышла замуж 24 марта 1912 года за Сэма Кругера. В следующем году чета переехала в Уичито-Фолс, где супруг открыл ювелирный и антикварный магазин. Фаня в это время участвовала в деятельности еврейской женской организации. Воспитывала двоих детей — дочь Берту и сына Аарона. Сэм скончался в 1952 году, после чего Фанни переехала в Остин.
В США Фанни начала писать книги. Её «Перевал» (Passover) в 1946 году был удостоен премии как лучшая поэма года в США. Являлась членом Общества поэзии США и Великобритании. Обменивалась текстами стихов с поэтом Лэнгстоном Хьюзом.
Являлась сторонником защиты прав человека. В частности выразила протест против запрета оперной певице Барбаре Смит участвовать в постановке постановке «Дидона и Эней» в Техасском университете, поскольку та была чернокожей. Фани сравнивала эту ситуацию с жизнью в Севастополе, где ей было трудно получить образование из-за своего вероисповедания.
В 1959 году Фаня Кругер совершила визит в СССР по приглашению Союза писателей. Интервью с ней было опубликовано «Литературной газете» и показано по Центральному телевидению. Во время поездки она посетила Москву и Ялту, но не получила разрешение на визит в её родной Севастополь, поскольку город являлся закрытой военно-морской базой. В поездке у неё случился сердечный приступ, из-за она задержалась в СССР на три дня, прежде чем вернутся в США.
Скончалась 16 июля 1977 года в Остине. Похоронена на кладбище Темпл Бет Исраэль (иудейских участок кладбища Оквуд).

## Творчество
В её поэзии акцентируется внимание на проблеме прав человека и свободы личности, а также по ностальгии по Севастополю. Основой её творчества стали пережитые трудности во время жизни в Российской империи. В стихах делала акцент на жестокости царизма, описывала еврейскую жизнь и обычаи, поддерживала гуманизм.
Автор сборников стихов «Казачий смех» (1938), «Десятый Еврей» (1949) и «Избранные поэмы» (1973). Стихотворение «Паломничество крестьянина в Киев» было переведено на русский язык и издано в Москве. Рецензии на её материал публиковались в газете Saturday Review. Публиковалась в журналах Southwest Review, Crisis, American Guardian, American Jewish, Texas Quarterly и Ежегоднике поэтического общества Техаса.
Рассказ «Молодой матери» (To a Young Mother) был опубликован в октябре 1960 года в журнале Redbook, а впоследствии лёг в основу фильма, который транслировался по телевидению в Остине. Кругер в фильме исполнила роль бабушки. По поручению Университета Цинциннати композитор Фредерик Балаш сделал на музыку для фильма «Десятого еврея».
В 1947 году получила премию имени Лолы Ридж за стих за «Благословение новолуния», в 1950 году была удостоена премию Поэтического общества Техаса имени Клементины Данн за стих «Сын завтрашнего дня», а в 1956 году заняла первое место на конференции писателей Нью-Йорка.